# Roms américains
 (décembre 2022).
La mise en forme du texte ne suit pas les recommandations de Wikipédia : il faut le « wikifier ».
Les points d'amélioration suivants sont les cas les plus fréquents. Le détail des points à revoir est peut-être précisé sur la page de discussion.
- Les titres sont pré-formatés par le logiciel. Ils ne sont ni en capitales, ni en gras.
- Le texte ne doit pas être écrit en capitales (les noms de famille non plus), ni en gras, ni en italique, ni en « petit »…
- Le gras n'est utilisé que pour surligner le titre de l'article dans l'introduction, une seule fois.
- L'italique est rarement utilisé : mots en langue étrangère, titres d'œuvres, noms de bateaux, etc.
- Les citations ne sont pas en italique mais en corps de texte normal. Elles sont entourées par des guillemets français : « et ».
- Les listes à puces sont à éviter, des paragraphes rédigés étant largement préférés. Les tableaux sont à réserver à la présentation de données structurées (résultats, etc.).
- Les appels de note de bas de page (petits chiffres en exposant, introduits par l'outil «  Source ») sont à placer entre la fin de phrase et le point final[comme ça].
- Les liens internes (vers d'autres articles de Wikipédia) sont à choisir avec parcimonie. Créez des liens vers des articles approfondissant le sujet. Les termes génériques sans rapport avec le sujet sont à éviter, ainsi que les répétitions de liens vers un même terme.
- Les liens externes sont à placer uniquement dans une section « Liens externes », à la fin de l'article. Ces liens sont à choisir avec parcimonie suivant les règles définies. Si un lien sert de source à l'article, son insertion dans le texte est à faire par les notes de bas de page.
- La présentation des références doit suivre les conventions bibliographiques. Il est recommandé d'utiliser les modèles {{Ouvrage}}, {{Chapitre}}, {{Article}}, {{Lien web}} et/ou {{Bibliographie}}. Le mode d'édition visuel peut mettre en forme automatiquement les références.
- Insérer une infobox (cadre d'informations à droite) n'est pas obligatoire pour parachever la mise en page.

Pour une aide détaillée, merci de consulter Aide:Wikification.
Si vous pensez que ces points ont été résolus, vous pouvez retirer ce bandeau et améliorer la mise en forme d'un autre article.
 (novembre 2022).
Les Roms américains sont des personnes vivant aux États-Unis dont les ancêtres venaient autrefois de l'Inde, durant l'Antiquité. Ils sont venus aux États-Unis via l'Europe de l'Est aux XIXe siècle et XXe siècle.

## Description
On estime à un million le nombre de « roms installés aux États-Unis ». Bien que la population rom américaine se soit largement assimilée à la société américaine, les plus grandes concentrations se trouvent en Californie du Sud, dans le Nord-Ouest Pacifique, au Texas, en Louisiane, en Floride et dans le Nord-Est ainsi que dans des villes comme Chicago et Saint-Louis,. Il existe également une importante communauté rom à Miami et Las Vegas. Environ 200 000 Roms vivent en Californie, et environ 50 000 à Los Angeles. Ils sont parfois appelés « gitans américains ». Une certaine partie de la population rom considère cette référence comme un terme d'affection et une autre la considère comme une insulte raciale,,.

## Histoire
Les Roms viennent du nord de l'Inde,,,, probablement des États du nord-ouest de l'Inde, le Rajasthan, et le Pendjab.